# Райчани
Райчани (на македонска литературна норма: Рајчани) е село в източната част на Северна Македония, част от Община Кочани.

## География
Селото е разположено западно от град Кочани.

## История
В XIX век Райчани е малко българско село в Кратовска кааза на Османската империя. Според статистиката на Васил Кънчов („Македония. Етнография и статистика“) от 1900 г. Райчани има 91 жители, всички българи християни.
В началото на XX век население на селото са под върховенството на Българската екзархия. По данни на секретаря на екзархията Димитър Мишев („La Macédoine et sa Population Chrétienne“) през 1905 година в Речани има 160 българи екзархисти.
През 1905 г. в сражение с турски потери край Райчани е убит Никола Карев.
В 1924 година при Райчани кочанската чета на ВМРО води сражение със сръбски части, в което сърбите дават няколко убити, а българската чета се измъква невредима.
Според преброяването от 2002 година селото има 33 жители, всички македонци и 17 къщи.

## Личности
Починали в Райчани
- Димитър Гюрчев (1879 – 1905), български революционер
- Дянко Атанасов Цвятков, български военен деец, подпоручик, загинал през Втората световна война[6]
- Кръстьо Наумов (1855 – 1905), български революционер
- Никола Карев (1877 – 1905), български революционер